# Dasybasis bulbula
Dasybasis bulbula är en tvåvingeart som beskrevs av Coscaron och Philip 1967. Dasybasis bulbula ingår i släktet Dasybasis och familjen bromsar. Inga underarter finns listade i Catalogue of Life.